# NGC 1302
NGC 1302 è una galassia lenticolare barrata circondata da un anello e situata nella costellazione della Fornace, a una distanza di circa 76 milioni di anni luce dalla nostra Via Lattea.

## Scoperta
La galassia è stata scoperta nel febbraio 1885 dall'astronomo statunitense Edward Barnard.

## Descrizione
NGC 1302 presenta una larga riga a 21 cm dell'idrogeno neutro. In uno studio del 2002, viene classificata come galassia anemica in ragione del suo basso tasso di formazione stellare.

## Morfologia
NGC 1302 è stata utilizzata da Gérard de Vaucouleurs come esempio di galassia del tipo morfologico (R2')SAB(r)s)0/a nel suo atlante delle galassie.
Nel 2002 Eskridge, Frogel e Pogge hanno pubblicato un articolo che descrive la morfologia di 205 galassie a spirale o lenticolari vicine. Le osservazioni sono state condotte nella banda H dell'infrarosso e nella banda B (blu). Secondo Eskridge e colleghi, NGC 1302 è di tipo (R)SABa nella banda B e SB0 nella banda H. Il bulbo di questa galassia è circolare e brillante. Una barra di debole luminosità è presente poco lontano e allineata da nord a sud. Non c'è alcuna evidenza di struttura a spirale.

## Supernova
Il 20 settembre 2003, all'interno di NGC 1302 è stata scoperta la supernova SN 2003if da M. Ganeshalingam e W. Li nel corso dei programmi LOTOSS dell'Osservatorio Lick e KAIT (The Katzman Automatic Imaging Telescope) dell'Università della California - Berkeley. La supernova è stata classificata di tipo Ia.

## Gruppo di NGC 1255
NGC 1302 fa parte del Gruppo di NGC 1255, un gruppo di galassie che comprende almeno sette membri. Le altre sei galassie del gruppo sono NGC 1255, NGC 1201, ESO 480-25, ESO 481-14, ESO 481-18 e ESO 481-19.